# Agraylea lentiginosa
Agraylea lentiginosa is een fossiele soort schietmot uit de familie Hydroptilidae.